# Coupe d'Asie masculine de hockey sur gazon 2017
Navigation
2013 2022
La Coupe d'Asie masculine de hockey sur gazon 2017, également connue sous le nom de Hero Men's Asia Cup 2017 pour des raisons de parrainage, était la dixième édition de la Coupe d'Asie masculine de hockey sur gazon. Il s'est tenu du 11 au 22 octobre 2017 à Dhaka, Bangladesh. Le vainqueur de ce tournoi s'est qualifié pour la Coupe du monde 2018 en Inde.
L'Inde a remporté son troisième titre après avoir battu la Malaisie 2-1 en finale, tandis que le Pakistan a remporté la médaille de bronze, battant la Corée du Sud 6–3.

## Équipes qualifiées
| Événement         | Dates                        | Lieu | Quotas | Qualifiés                                                                   |
| ----------------- | ---------------------------- | ---- | ------ | --------------------------------------------------------------------------- |
| Pays hôte         | 1er juillet 2018             | NC   | 1      | Bangladesh (34)                                                             |
| Coupe d'Asie 2013 | 24 août - 1er septembre 2013 | Ipoh | 6      | Inde (6) Malaisie (12) Corée du Sud (13) Pakistan (14) Japon (17) Oman (30) |
| Réaffectation     | NC                           | NC   | 1      | Chine (18)                                                                  |

## Phase préliminaire
Toutes les heures correspondent à l'Heure normale du Bangladesh (UTC+6).

### Poule A
| Rang | Équipe     | J | V | N | D | BP | BC | Diff | Pts | Qualification                                  |
| ---- | ---------- | - | - | - | - | -- | -- | ---- | --- | ---------------------------------------------- |
| 1    | Inde       | 3 | 3 | 0 | 0 | 15 | 2  | +13  | 9   | Super 4 et Coupe du monde 2018 en tant qu'hôte |
| 2    | Pakistan   | 3 | 1 | 1 | 1 | 10 | 5  | +5   | 4   | Super 4                                        |
| 3    | Japon      | 3 | 1 | 1 | 1 | 6  | 8  | -2   | 4   |                                                |
| 4    | Bangladesh | 3 | 0 | 0 | 3 | 1  | 17 | -16  | 0   |                                                |

Source: FIH
| Match 1               | Inde                                                        | 5 - 1   | Japon       |                                                                        |                                                                        |
| 11 octobre 2017 15h00 | Sunil 3e · Lalit 22e · Ramandeep 33e · Harmanpreet 35e, 48e | (2 - 1) | 4e Kitazato | Arbitrage : Zeke Newman Yoor Dong Shin Arbitre vidéo : David Tomlinson | Arbitrage : Zeke Newman Yoor Dong Shin Arbitre vidéo : David Tomlinson |
| 11 octobre 2017 15h00 | Rapport                                                     |         |             | Arbitrage : Zeke Newman Yoor Dong Shin Arbitre vidéo : David Tomlinson | Arbitrage : Zeke Newman Yoor Dong Shin Arbitre vidéo : David Tomlinson |

| Match 2               | Bangladesh | 0 - 7   | Pakistan                                             |                                                                                |                                                                                |
| 11 octobre 2017 17h30 |            | (0 - 1) | 18e, 41e, 50e Abu · 33e, 60e Arslan · 33e, 47e Ammad | Arbitrage : Sébastien Michielsen Ilanggo Kanabathu Arbitre vidéo : Tyler Klenk | Arbitrage : Sébastien Michielsen Ilanggo Kanabathu Arbitre vidéo : Tyler Klenk |
| 11 octobre 2017 17h30 | Rapport    |         |                                                      | Arbitrage : Sébastien Michielsen Ilanggo Kanabathu Arbitre vidéo : Tyler Klenk | Arbitrage : Sébastien Michielsen Ilanggo Kanabathu Arbitre vidéo : Tyler Klenk |

| Match 5               | Pakistan              | 2 - 2   | Japon                          |                                                                          |                                                                          |
| 13 octobre 2017 15h00 | Arslan 16e · Umar 50e | (1 - 2) | 22e Ke. Tanaka · 29e Yoshihara | Arbitrage : David Tomlinson Saleh Al Balushi Arbitre vidéo : Tyler Klenk | Arbitrage : David Tomlinson Saleh Al Balushi Arbitre vidéo : Tyler Klenk |
| 13 octobre 2017 15h00 | Rapport               |         |                                | Arbitrage : David Tomlinson Saleh Al Balushi Arbitre vidéo : Tyler Klenk | Arbitrage : David Tomlinson Saleh Al Balushi Arbitre vidéo : Tyler Klenk |

| Match 6               | Bangladesh | 0 - 7   | Inde                                                                                     |                                                                         |                                                                         |
| 13 octobre 2017 17h30 |            | (0 - 5) | 7e Gurjant · 10e Akashdeep · 13e Lalit · 20e Amit · 28e, 47e Harmanpreet · 46e Ramandeep | Arbitrage : Sébastien Michielsen Tao Zhinan Arbitre vidéo : Zeke Newman | Arbitrage : Sébastien Michielsen Tao Zhinan Arbitre vidéo : Zeke Newman |
| 13 octobre 2017 17h30 | Rapport    |         |                                                                                          | Arbitrage : Sébastien Michielsen Tao Zhinan Arbitre vidéo : Zeke Newman | Arbitrage : Sébastien Michielsen Tao Zhinan Arbitre vidéo : Zeke Newman |

| Match 9               | Bangladesh         | 1 - 3   | Japon                              |                                                                               |                                                                               |
| 15 octobre 2017 15h00 | Manumur-Rahman 28e | (1 - 1) | 22e Kitazato · 59e, 60e Ke. Tanaka | Arbitrage : Sébastien Michielsen Saleh Al Balushi Arbitre vidéo : Zeke Newman | Arbitrage : Sébastien Michielsen Saleh Al Balushi Arbitre vidéo : Zeke Newman |
| 15 octobre 2017 15h00 | Rapport            |         |                                    | Arbitrage : Sébastien Michielsen Saleh Al Balushi Arbitre vidéo : Zeke Newman | Arbitrage : Sébastien Michielsen Saleh Al Balushi Arbitre vidéo : Zeke Newman |

| Match 10              | Inde                                               | 3 - 1   | Pakistan |                                                                          |                                                                          |
| 15 octobre 2017 17h30 | Chinglensana 17e · Ramandeep 44e · Harmanpreet 45e | (1 - 0) | 49e Ali  | Arbitrage : Ilanggo Kanabathu Tao Zhinan Arbitre vidéo : David Tomlinson | Arbitrage : Ilanggo Kanabathu Tao Zhinan Arbitre vidéo : David Tomlinson |
| 15 octobre 2017 17h30 | Rapport                                            |         |          | Arbitrage : Ilanggo Kanabathu Tao Zhinan Arbitre vidéo : David Tomlinson | Arbitrage : Ilanggo Kanabathu Tao Zhinan Arbitre vidéo : David Tomlinson |

### Poule B
| Rang | Équipe       | J | V | N | D | BP | BC | Diff | Pts | Qualification |
| ---- | ------------ | - | - | - | - | -- | -- | ---- | --- | ------------- |
| 1    | Malaisie     | 3 | 3 | 0 | 0 | 16 | 3  | +13  | 9   | Super 4       |
| 2    | Corée du Sud | 3 | 2 | 0 | 1 | 12 | 5  | +7   | 6   | Super 4       |
| 3    | Chine        | 3 | 1 | 0 | 2 | 4  | 12 | -8   | 3   |               |
| 4    | Oman         | 3 | 0 | 0 | 3 | 4  | 16 | -12  | 0   |               |

Source: FIH
| Match 3               | Malaisie                                                           | 7 - 1   | Chine        |                                                                      |                                                                      |
| 12 octobre 2017 15h00 | Tengku 12e, 19e · Faizal 17e, 31e, 41e · Shahril 35e · Ramadan 60e | (3 - 0) | 56e E Wenhui | Arbitrage : Deepak Joshi David Tomlinson Arbitre vidéo : Zeke Newman | Arbitrage : Deepak Joshi David Tomlinson Arbitre vidéo : Zeke Newman |
| 12 octobre 2017 15h00 | Rapport                                                            |         |              | Arbitrage : Deepak Joshi David Tomlinson Arbitre vidéo : Zeke Newman | Arbitrage : Deepak Joshi David Tomlinson Arbitre vidéo : Zeke Newman |

| Match 4               | Corée du Sud | 7 - 2   | Oman                         |                                                                          |                                                                          |
| 12 octobre 2017 17h30 | Lee Mookyoung 22e · Cho Sukhoon 35e · Seo Inwoo 39e · Yang Jihun 41e, 60e · Lee Namyoung 47e · Jang Jonghyun 48e | (1 - 1) | 18e Al Fazari · 52e Al Qasmi | Arbitrage : Salim Lucky Tyler Klenk Arbitre vidéo : Sébastien Michielsen | Arbitrage : Salim Lucky Tyler Klenk Arbitre vidéo : Sébastien Michielsen |
| 12 octobre 2017 17h30 | Rapport |         |                              | Arbitrage : Salim Lucky Tyler Klenk Arbitre vidéo : Sébastien Michielsen | Arbitrage : Salim Lucky Tyler Klenk Arbitre vidéo : Sébastien Michielsen |

| Match 7               | Chine                          | 2 - 1   | Oman         |                                                                         |                                                                         |
| 14 octobre 2017 15h00 | Du Talake 7e · Guan Quyang 44e | (1 - 1) | 8e Al Fazari | Arbitrage : Tyler Klenk Haider Rasool Arbitre vidéo : Ilanggo Kanabathu | Arbitrage : Tyler Klenk Haider Rasool Arbitre vidéo : Ilanggo Kanabathu |
| 14 octobre 2017 15h00 | Rapport                        |         |              | Arbitrage : Tyler Klenk Haider Rasool Arbitre vidéo : Ilanggo Kanabathu | Arbitrage : Tyler Klenk Haider Rasool Arbitre vidéo : Ilanggo Kanabathu |

| Match 8               | Malaisie              | 2 - 1   | Corée du Sud      |                                                                         |                                                                         |
| 14 octobre 2017 17h30 | Faizal 17e · Azri 19e | (2 - 1) | 27e Lee Seunghoon | Arbitrage : Zeke Newman Michihiko Watanabe Arbitre vidéo : Deepak Joshi | Arbitrage : Zeke Newman Michihiko Watanabe Arbitre vidéo : Deepak Joshi |
| 14 octobre 2017 17h30 | Rapport               |         |                   | Arbitrage : Zeke Newman Michihiko Watanabe Arbitre vidéo : Deepak Joshi | Arbitrage : Zeke Newman Michihiko Watanabe Arbitre vidéo : Deepak Joshi |

| Match 11              | Malaisie                                                                 | 7 - 1   | Oman          |                                                                  |                                                                  |
| 16 octobre 2017 15h00 | Faizal 16e, 27e · Tengku 18e, 23e · Shahril 20e · Amirol 40e · Najmi 42e | (5 - 1) | 25e Al Nofali | Arbitrage : Salim Lucky Deepak Joshi Arbitre vidéo : Tyler Klenk | Arbitrage : Salim Lucky Deepak Joshi Arbitre vidéo : Tyler Klenk |
| 16 octobre 2017 15h00 | Rapport                                                                  |         |               | Arbitrage : Salim Lucky Deepak Joshi Arbitre vidéo : Tyler Klenk | Arbitrage : Salim Lucky Deepak Joshi Arbitre vidéo : Tyler Klenk |

| Match 12              | Corée du Sud                                               | 4 - 1   | Chine         |                                                                              |                                                                              |
| 16 octobre 2017 17h30 | Jang Jonghyun 10e, 43e · Kim Seongkyu 47e · Yang Jihun 57e | (1 - 0) | 38e Du Talake | Arbitrage : Haider Rasool Michihiko Watanabe Arbitre vidéo : David Tomlinson | Arbitrage : Haider Rasool Michihiko Watanabe Arbitre vidéo : David Tomlinson |
| 16 octobre 2017 17h30 | Rapport                                                    |         |               | Arbitrage : Haider Rasool Michihiko Watanabe Arbitre vidéo : David Tomlinson | Arbitrage : Haider Rasool Michihiko Watanabe Arbitre vidéo : David Tomlinson |

## Phase de classement
|  | Barrages   | Barrages |                            |   | Cinquième et sixième place | Cinquième et sixième place |
|  | Barrages   | Barrages |                            |   | Cinquième et sixième place | Cinquième et sixième place |
|  |            |          |                            |   |                            |                            |
|  |            |          |                            |   |                            |                            |
|  |            |          |                            |   |                            |                            |
|  | Bangladesh | 3 (4)    |                            |   |                            |                            |
|  | Bangladesh | 3 (4)    |                            |   |                            |                            |
|  | Chine      | 3 (3)    |                            |   |                            |                            |
|  | Chine      | 3 (3)    | Bangladesh                 | 0 |                            |                            |
|  |            |          | Bangladesh                 | 0 |                            |                            |
|  |            | Japon    | 4                          |   |                            |                            |
|  | Japon      | Japon    | 4                          | 5 |                            |                            |
|  | Japon      |          |                            | 5 |                            |                            |
|  | Oman       | 3        |                            |   |                            |                            |
|  | Oman       | 3        | Septième et huitième place |   |                            |                            |
|  |            |          |                            |   |                            |                            |
|  |            |          |                            |   |                            |                            |
|  |            |          |                            |   |                            |                            |
|  | Chine      | 3        |                            |   |                            |                            |
|  | Chine      | 3        |                            |   |                            |                            |
|  | Oman       | 2        |                            |   |                            |                            |
|  | Oman       | 2        |                            |   |                            |                            |

### Barrages
| Match 15              | Japon                                                         | 5 - 3   | Oman                             |                                                                     |                                                                     |
| 18 octobre 2017 20h00 | Yamada 9e · Yamasaki 21e · Kitazato 23e, 34e · Ke. Tanaka 29e | (4 - 2) | 2e, 24e Al-Saadi · 50e Al Fazari | Arbitrage : Deepak Joshi Yoon Dong Shin Arbitre vidéo : Tyler Klenk | Arbitrage : Deepak Joshi Yoon Dong Shin Arbitre vidéo : Tyler Klenk |
| 18 octobre 2017 20h00 | Rapport                                                       |         |                                  | Arbitrage : Deepak Joshi Yoon Dong Shin Arbitre vidéo : Tyler Klenk | Arbitrage : Deepak Joshi Yoon Dong Shin Arbitre vidéo : Tyler Klenk |

| Match 18              | Bangladesh                                 | 3 - 3             | Chine                                                         |                                                                        |                                                                        |
| 19 octobre 2017 20h00 | Ashraful 25e · Milon 53e · Khorshadur 54e  | (1 - 3)           | 17e, 19e, 28e Du Talake                                       | Arbitrage : Haider Rasool Saleh Al Balushi Arbitre vidéo : Zeke Newman | Arbitrage : Haider Rasool Saleh Al Balushi Arbitre vidéo : Zeke Newman |
| 19 octobre 2017 20h00 | Rapport                                    |                   |                                                               | Arbitrage : Haider Rasool Saleh Al Balushi Arbitre vidéo : Zeke Newman | Arbitrage : Haider Rasool Saleh Al Balushi Arbitre vidéo : Zeke Newman |
| 19 octobre 2017 20h00 | Farhad · Naim · Shohanur · Puskar · Rashel | Tirs au but 4 - 3 | Meng Dihao · Guo Zixiang · Ao Suozhu · Ao Yang · Guo Xiaoping | Arbitrage : Haider Rasool Saleh Al Balushi Arbitre vidéo : Zeke Newman | Arbitrage : Haider Rasool Saleh Al Balushi Arbitre vidéo : Zeke Newman |

### Septième et huitième place
| Match 19              | Chine                                          | 3 - 2   | Oman                     |                                                                      |                                                                      |
| 20 octobre 2017 20h40 | Su Lixing 11e · Du Chen 27e · Guo Xiaoping 52e | (2 - 1) | 16e Al Qasmi · 56e Rajab | Arbitrage : Salim Lucky Yoon Dong Shin Arbitre vidéo : Haider Rasool | Arbitrage : Salim Lucky Yoon Dong Shin Arbitre vidéo : Haider Rasool |
| 20 octobre 2017 20h40 | Rapport                                        |         |                          | Arbitrage : Salim Lucky Yoon Dong Shin Arbitre vidéo : Haider Rasool | Arbitrage : Salim Lucky Yoon Dong Shin Arbitre vidéo : Haider Rasool |

### Cinquième et sixième place
| Match 20              | Bangladesh | 0 - 4   | Japon                                                  |                                                                           |                                                                           |
| 20 octobre 2017 17h30 |            | (0 - 1) | 17e Yamada · 46e Kitazato · 49e Murata · 53e S. Tanaka | Arbitrage : Tao Zhinan Saleh Al Balushi Arbitre vidéo : Ilanggo Kanabathu | Arbitrage : Tao Zhinan Saleh Al Balushi Arbitre vidéo : Ilanggo Kanabathu |
| 20 octobre 2017 17h30 | Rapport    |         |                                                        | Arbitrage : Tao Zhinan Saleh Al Balushi Arbitre vidéo : Ilanggo Kanabathu | Arbitrage : Tao Zhinan Saleh Al Balushi Arbitre vidéo : Ilanggo Kanabathu |

## Tour pour les médailles

### Super 4
| Rang | Équipe       | J | V | N | D | BP | BC | Diff | Pts | Qualification                                 |
| ---- | ------------ | - | - | - | - | -- | -- | ---- | --- | --------------------------------------------- |
| 1    | Inde         | 3 | 2 | 1 | 0 | 11 | 3  | +8   | 7   | Finale et Coupe du monde 2018 en tant qu'hôte |
| 2    | Malaisie     | 3 | 1 | 1 | 1 | 6  | 9  | -3   | 4   | Finale                                        |
| 3    | Corée du Sud | 3 | 0 | 3 | 0 | 3  | 3  | 0    | 3   |                                               |
| 4    | Pakistan     | 3 | 0 | 1 | 2 | 3  | 8  | -5   | 1   |                                               |

Source: FIH
| Match 13              | Malaisie                            | 3 - 2   | Pakistan             |                                                                |                                                                |
| 18 octobre 2017 15h00 | Razie 10e · Shahril 25e · Fitri 34e | (2 - 2) | 1e Umar · 19e Yaqoob | Arbitrage : Zeke Newman Tao Zhinan Arbitre vidéo : Tyler Klenk | Arbitrage : Zeke Newman Tao Zhinan Arbitre vidéo : Tyler Klenk |
| 18 octobre 2017 15h00 | Rapport                             |         |                      | Arbitrage : Zeke Newman Tao Zhinan Arbitre vidéo : Tyler Klenk | Arbitrage : Zeke Newman Tao Zhinan Arbitre vidéo : Tyler Klenk |

| Match 14              | Inde        | 1 - 1   | Corée du Sud    |                                                                                    |                                                                                    |
| 18 octobre 2017 17h30 | Gurjant 59e | (0 - 0) | 41e Lee Jungjun | Arbitrage : David Tomlinson Ilanggo Kanabathu Arbitre vidéo : Sébastien Michielsen | Arbitrage : David Tomlinson Ilanggo Kanabathu Arbitre vidéo : Sébastien Michielsen |
| 18 octobre 2017 17h30 | Rapport     |         |                 | Arbitrage : David Tomlinson Ilanggo Kanabathu Arbitre vidéo : Sébastien Michielsen | Arbitrage : David Tomlinson Ilanggo Kanabathu Arbitre vidéo : Sébastien Michielsen |

| Match 16              | Corée du Sud    | 1 - 1   | Pakistan |                                                                        |                                                                        |
| 19 octobre 2017 15h00 | Lee Namyong 48e | (0 - 1) | 15e Ajaz | Arbitrage : Tyler Klenk Michihiko Watanabe Arbitre vidéo : Zeke Newman | Arbitrage : Tyler Klenk Michihiko Watanabe Arbitre vidéo : Zeke Newman |
| 19 octobre 2017 15h00 | Rapport         |         |          | Arbitrage : Tyler Klenk Michihiko Watanabe Arbitre vidéo : Zeke Newman | Arbitrage : Tyler Klenk Michihiko Watanabe Arbitre vidéo : Zeke Newman |

| Match 17              | Inde                                                                                 | 6 - 2   | Malaisie                |                                                                              |                                                                              |
| 19 octobre 2017 17h30 | Akashdeep 14e · Harmanpreet 19e · Uthappa 24e · Gurjant 33e · Sunil 40e · Sardar 60e | (3 - 0) | 50e Razie · 59e Ramadan | Arbitrage : Salim Lucky Sébastien Michielsen Arbitre vidéo : David Tomlinson | Arbitrage : Salim Lucky Sébastien Michielsen Arbitre vidéo : David Tomlinson |
| 19 octobre 2017 17h30 | Rapport                                                                              |         |                         | Arbitrage : Salim Lucky Sébastien Michielsen Arbitre vidéo : David Tomlinson | Arbitrage : Salim Lucky Sébastien Michielsen Arbitre vidéo : David Tomlinson |

| Match 22              | Inde                                                   | 4 - 0   | Pakistan |                                                                              |                                                                              |
| 21 octobre 2017 19h00 | Satbir 39e · Harmanpreet 51e · Lalit 52e · Gurjant 57e | (0 - 0) |          | Arbitrage : Sébastien Michielsen David Tomlinson Arbitre vidéo : Zeke Newman | Arbitrage : Sébastien Michielsen David Tomlinson Arbitre vidéo : Zeke Newman |
| 21 octobre 2017 19h00 | Rapport                                                |         |          | Arbitrage : Sébastien Michielsen David Tomlinson Arbitre vidéo : Zeke Newman | Arbitrage : Sébastien Michielsen David Tomlinson Arbitre vidéo : Zeke Newman |

| Match 21              | Malaisie   | 1 - 1   | Corée du Sud   |                                                                     |                                                                     |
| 21 octobre 2017 21h30 | Faizal 59e | (0 - 1) | 24e Yang Jihun | Arbitrage : Zeke Newman Tyler Klenk Arbitre vidéo : David Tomlinson | Arbitrage : Zeke Newman Tyler Klenk Arbitre vidéo : David Tomlinson |
| 21 octobre 2017 21h30 | Rapport    |         |                | Arbitrage : Zeke Newman Tyler Klenk Arbitre vidéo : David Tomlinson | Arbitrage : Zeke Newman Tyler Klenk Arbitre vidéo : David Tomlinson |

### Troisième et quatrième place
| Match 23              | Corée du Sud                                      | 3 - 6   | Pakistan                                               |                                                                                |                                                                                |
| 22 octobre 2017 15h00 | Cho Sukhoon 20e · Lee Namyong 43e · Seo Inwoo 55e | (1 - 3) | 10e, 30e, 36e Ajaz · 26e Rashid · 32e Abu · 56e Yaqoob | Arbitrage : Sébastien Michielsen Ilanggo Kanabathu Arbitre vidéo : Zeke Newman | Arbitrage : Sébastien Michielsen Ilanggo Kanabathu Arbitre vidéo : Zeke Newman |
| 22 octobre 2017 15h00 | Rapport                                           |         |                                                        | Arbitrage : Sébastien Michielsen Ilanggo Kanabathu Arbitre vidéo : Zeke Newman | Arbitrage : Sébastien Michielsen Ilanggo Kanabathu Arbitre vidéo : Zeke Newman |

### Finale
| Match 24              | Inde                     | 2 - 1   | Malaisie    |                                                                            |                                                                            |
| 22 octobre 2017 17h30 | Ramandeep 3e · Lalit 29e | (2 - 0) | 50e Shahril | Arbitrage : David Tomlinson Michihiko Watanabe Arbitre vidéo : Tyler Klenk | Arbitrage : David Tomlinson Michihiko Watanabe Arbitre vidéo : Tyler Klenk |
| 22 octobre 2017 17h30 | Rapport                  |         |             | Arbitrage : David Tomlinson Michihiko Watanabe Arbitre vidéo : Tyler Klenk | Arbitrage : David Tomlinson Michihiko Watanabe Arbitre vidéo : Tyler Klenk |

## Classement final
| Rang                     | Équipe       | J | V | N | P | BP | BC | Diff | Pts | Qualification                       |
| ------------------------ | ------------ | - | - | - | - | -- | -- | ---- | --- | ----------------------------------- |
| Médaille d'or, Asie      | Inde         | 7 | 6 | 1 | 0 | 28 | 6  | +22  | 16  | Coupe du monde 2018 en tant qu'hôte |
| Médaille d'argent, Asie  | Malaisie     | 7 | 4 | 1 | 2 | 23 | 14 | +9   | 13  |                                     |
| Médaille de bronze, Asie | Pakistan     | 7 | 2 | 2 | 3 | 19 | 16 | +3   | 8   |                                     |
| 4                        | Corée du Sud | 7 | 2 | 3 | 2 | 18 | 14 | +4   | 9   |                                     |
| 5                        | Japon        | 5 | 3 | 1 | 1 | 15 | 11 | +4   | 10  |                                     |
| 6                        | Bangladesh   | 5 | 0 | 1 | 4 | 4  | 24 | -20  | 1   |                                     |
| 7                        | Chine        | 5 | 2 | 1 | 2 | 10 | 17 | -7   | 7   |                                     |
| 8                        | Oman         | 5 | 0 | 0 | 5 | 9  | 24 | -15  | 0   |                                     |